# Biblické hnutí
Biblické hnutí mělo za cíl především zvýšit znalost Bible mezi řadovými věřícími, ale také umožnit její zkoumání pomocí historicko-kritické metody, kterou již dříve rozvíjely protestantské církve. Vzniklo na počátku 20. století v Německu a teprve později se rozšířilo i do některých dalších zemí. V roce 1943 se k němu ve své encyklice Divino afflante Spiritu přihlásil rovněž papež Pius XII. Snahy biblického hnutí byly završeny vydáním apoštolské konstituce Dei verbum v roce 1965 a liturgickou reformou provedenou po druhém vatikánském koncilu, v jejímž rámci došlo mimo jiné k reformě lekcionáře včetně zvýšení počtu biblických čtení při mši o nedělích a slavnostech ze dvou na tři.